# Franz Martin Wimmer
Fanz Martin Wimmer (1942) es un filósofo austriaco, cuyas reflexiones filosóficas lo han llevado a proponer la teoría de lo intercultural.

## Biografía
Nació en 1942 en Sankt Martin bei Lofer en Austria de padres campesinos. Trabajaba como campesino. Después de la preparatoria entró a la Sociedad de Jesús y comenzó los estudios de filosofía en la Universidad de los jesuitas cerca de Múnich. Dimitió de la orden y continuó sus estudios en la Universidad de Salzburgo donde se doctoró en 1975. Obtuvo la venia legendi para Filosofía en 1990 por la Universidad de Viena donde actualmente es profesor de filosofía. Es presidente de la Sociedad vienesa para filosofía intercultural la cual fundó en 1994. Estuvo como profesor invitado en universidades de Europa, Asia y de las Américas. Ha publicado ampliamente sobre cuestiones de filosofía intercultural y de filosofía de la cultura, sobre la historia de la filosofía, su historiografía y teoría de la historia así como sobre teoría del derecho y de la sociedad.

## Definición de Filosofía
Entiende por “Filosofía” un proyecto reflexivo que se caracteriza tanto por el contenido como por el método de su orientación. Filosofar, desde el punto de vista del contenido: la cuestión de la estructura básica de la realidad, en la metafísica u ontología pero también en la antropología filosófica, la cuestión de la cognoscibilidad de la realidad, en la teoría del conocimiento y también en la lógica, la cuestión del fundamento de las proposiciones normativas, en la ética y en la estética.
Filosofar desde el punto de vista metódico: Se entiende como “filosofía” aquel proyecto reflexivo que intenta esclarecer sus preguntas sin invocar simplemente la tradición, las creencias religiosas o cualquier otra autoridad colocada por encima de la razón humana.

## Concepto de Cultura
Con “cultura” ( de una sociedad, un pueblo, un ser humano) se refiere a algo universal interno, a la respectiva unidad de forma de todas las manifestaciones vitales de un grupo de seres humanos , y la diferenciamos de otra cultura de otro grupo que a su vez es universal interna para éste.
Vivimos el comienzo de una cultura global de la humanidad, de que lo que en realidad se trata es de fundamentar la respectiva toma de decisión entre unilateralidad y multilateralidad.
El concepto de universalidad interna no excluye el de una cultura receptiva, los procesos determinados de recepción también hay que verlos de manera relativa según como afecte la estructura de valores, representaciones, formas de actuar, etc, que con comunes a los seres humanos de una cultura universal interna. Pero esto también significa que, en la actualidad, no podemos partir de procesos idénticos de recepción entre seres humanos de diferentes regiones, ya que la cultura global precisamente no es “interna”, sí que, en aspectos muy importantes , es “ universal externa”, es decir, global.
La cultura, designa 2 situaciones estática: en este sentido el concepto señala un estado, de un grupo determinado o de una persona, que por un cierto tiempo permanece constante; con esto se abarca resultados de formas de comportamiento (cultura Creata) .La segunda situación la designa una dinámica: ( cultura quae creat) de un actuar de la cultura, que aparece bajo el aspecto de ejercicio de influencia y creación , y que por tanto es activa y dinámica.
Para la filosofía el interrogante central es saber cuales de los valores e imágenes de lo humano, que han sido privilegiados en diversas culturas regionales, son útiles para el manejo de los problemas actuales y previsibles de la humanidad.

## Identidad Cultural
Wimmer nos da las identidades culturales más discutidas, lo cual es una tipología de la identidad cultural y es la manera de enfrentarse a la realidad.
- Identidad retrospectiva: tradicionalismo o el origen del pasado.
- Identidad prospectiva: utopía o lo mejor vendrá en el futuro.
- Identidad momentiva o serial: evolucionismo o la realidad como transición.
- Identidad repetitiva: metempsicosis o identidad en reencarnaciones.
- Identidad perenne o eterna.

## Interculturalidad en la filosofía
El método de la filosofía intercultural vendría siendo un proyecto reflexivo que intenta esclarecer sus preguntas sin invocar simplemente a la tradición, las creencias o cualquier otra autoridad, colocado por encima de la razón humana. La guía sería la razón, aunque no se podría desligar de las tradiciones.
El programa de un filosofar orientado interculturalmente se puede expresar en dos puntos: se trata de desarrollar una nueva mirada sobre la historia del filosofar, y que cada interrogante concreto debe tener lugar un polílogo entre el mayor número posible de tradiciones, por el sencillo hecho de que nunca ha habido, ni hay una lengua de la filosofía. Si este programa es realizable, debe haber entonces un tercer camino entre un universalismo centrista y el separatismo o relativismo de la etnofilosofía. Wimmer piensa que efectivamente lo hay: este no consiste en un simple procedimiento comparativo y tampoco apenas “dia-lógico” sino en un procedimiento “polilógico” de la filosofía. Interrogantes temáticos de la filosofía –interrogantes sobre la estructura de la realidad, sobre su cognoscibilidad y sobre los fundamentos de los valores y normas– hay que discutirlos de tal manera que cada solución presentada sea antecedida de un polilógo de un mayor número posible de tradiciones. Esto presupone una relativización de los conceptos y métodos desarrollados en las tradiciones particulares y presupone también una nueva mirada, no-centrista, sobre la historia del pensamiento de la humanidad.

### Concepto de Polílogo
Tipología de las influencias interculturales:
- Influencia unilateral y centrista.
- Influencia unilateral y transitiva.
- Influencia parcialmente bilateral: el diálogo.
- Influencia completamente bilateral: el Polílogo

### Tesis
Se ha hablado con todo derecho de un “anticentrismo de la filosofía intercultural”, con lo cual, sin embargo, no hay que olvidar, que para cada diálogo intercultural necesariamente hay que partir de lo propio.
Cuatro tesis problemáticas se pueden formular a partir de la discusión sobre la “Filosofía intercultural” para ser confirmadas o refutadas:
- Historia de la cultura y de la filosofía son, en términos generales, eurocentristas. Con ello se da una demarcación o limitación: la filosofía occidental es (también) una filosofía regional (como las de otras regiones).
- Toda tesis de la filosofía, que pretende valer como universal, posiblemente está marcada culturalmente; sin embargo, en la filosofía las tesis que llevan la marca cultural particular no son suficientes para ponerse a la altura de sus pretensiones.
- Una ampliación del horizonte cultural de la historia de la filosofía es posible y necesaria: hay que recurrir a nuevas fuentes, hay que interpretar nuevas tradiciones y hay que incluir nuevos tipos de textos.
- La conciencia de la superioridad de la tradición filosófica europea es criticable y hay que criticarla.

### Condiciones
Si hay que comprobar tesis como las cuatro antes propuestas, hay que llenar entonces varias condiciones:
- Debe ser claro qué son “culturas” y en qué medida tiene efectos sobre teorías y conceptos filosóficos: esta condición exige previamente detalladas y sistemáticas investigaciones históricas, lingüísticas y sobre la sociología del saber.
- Debe ser claro qué reglas de traducción garantizan un entendimiento en la diversidad cultural: desarrollar una hermenéutica abierta que debe ser orientada por el interés recíproco. Si yo quiero “comprender” una forma de pensar que para mi es extraña, tengo que “apropiármela” y ella intentará “apropiase de mí”. Esto puede mantenerse como una calle de una sola vía, pero también puede conducir a un encuentro.
- Debe ser claro qué criterios se deben aceptar para una válida fundamentación intercultural de tesis filosóficas: hay que desarrollar procedimientos que prevengan tanto un universalismo precipitado como un particularismo relativista, en un segundo sentido, la cuestión de la valides transcultural alude a las relaciones lógicas de la argumentación entre enunciados.

### Tareas
Se trata de la continuación del programa de la ilustración con otros medios: no como el medio de una ciencia libre de tradición, definida sólo metódicamente, sino mediante un polílogo de tradiciones.
Solo bajo las condiciones mencionadas puede esperarse la ejecución de tareas, como las que siempre se formulan en los discursos sobre la filosofía intercultural. Se trata de las siguientes tareas:
- La filosofía intercultural debe analizar formas de pensar en su implícita condicionalidad cultural.
- La filosofía intercultural debe criticar los estereotipos sobre la autopercepción y la percepción del extraño.
- La filosofía intercultural debe fomentar la apertura y la comprensión.
- La filosofía intercultural debe consistir en una mutua ilustración.
- La filosofía intercultural puede y debe fomentar el entendimiento humano y la paz.

### Obras del autor
Entre sus publicaciones destacan: 
- 'Verstehen.
- 'Beschreiben.
- 'Erklären.
- 'Zur Problematik geschichtlicher Ereignisse. (1978)
- 'Vier Fragen zur Philosophie in Afrika, Asien und Lateinamerika. (1988, editor)
- 'Interkulturelle Philosophie.
- 'Theorie and Geschichte. (1990)
- ' Vorlesungen zu Theorie und Methode der Philosophie im Vergleich der Kulturen. (1997)
- 'Essays on Intercultural Philosophy. (2002)
- 'Interkulturelle Philosophie.
- 'Eine Einführung. (2004)